# حباب بازار سهام
حباب بازار سهام (انگلیسی: Stock market bubble) نوعی از حباب اقتصادی است که زمانی اتفاق می‌افتد که شرکت کنندگان بازار قیمت‌ها را به
بالاتر از ارزش مرتبط با سیستم‌های ارزش گذاری آن‌ها هدایت می‌کنند.
تئوری مالی رفتاری حباب بازار سهام را مرتبط با تعادل شناختی که منجر به تفکر گروهی و رفتار گله‌ای می‌شود،
می‌داند. حباب‌ها نه تنها در بازارهای دنیای واقعی با عدم اطمینان‌ها و تنش‌های ذاتی اتفاق می‌افتند، بلکه در
بازارهای تجربی قابل پیش‌بینی نیز به وقوع می‌پیوندند. در آزمایشگاه، عدم اطمینان محدود می‌شود و محاسبه
بازده مورد انتظار با استفاده از روش‌های سادهٔ ریاضی صورت می‌گیرد، چون شرکت کنندگان با دارایی‌هایی که
بازه زمانی محدود و توزیع سود تقسیمی محتمل دارند، درگیر هستند. سایر توضیحات تئوریک دربارهٔ حبابهای
بازار سهام بیان می‌دارند که آن‌ها منطقی، ذاتی و واگیردار هستند.

## مثال‌ها
دو حباب بازار سهام مشهور اخیر طرح می‌سی‌سی‌پی در فرانسه و حباب دریای جنوب در انگلستان بوده‌است. هر
دوی این حباب‌ها به صورت ناگهانی در اوخر ۱۷۲۰ پایان یافتند و هزاران سرمایه‌گذار بخت برگشته را ورشکسته
کردند. این داستان‌ها و بسیاری دیگر، در حساب محبوب کارلس مک کی در سال ۱۸۴۱، "Extraordinary Popular Delusions and the Madness of Crowds"، بازگو شده‌است.
دو حباب مشهور در قرن بیستم، حباب در سهام آمریکا در دههٔ ۱۹۲۰ قبل از رکود بزرگ و حباب دات کام در
اواخر دههٔ ۱۹۹۰ به علت فعالیت‌های سفته بازی که با توسعه تکنولوژی رواج یافت، می‌باشد. در دهه ۱۹۲۰ طیف
گسترده‌ای از نواوری‌های تکنولوژیکی شامل رادیو، اتومبیل، هوانوردی و گسترش شبکه‌های قدرت الکتریکی،
معرفی شدند. دههٔ ۱۹۹۰، دهه‌ای است که اینترنت و تکنولوژی‌های تجارت الکترونیک ظاهر شدند.
سایر حباب‌های بازار سهام عبارتند از حباب Encilhamento که در دههٔ ۱۸۸۰ و اوایل دههٔ ۱۸۹۰ در برزیل
، حباب Nifty Fifty که در اوایل دههٔ ۱۹۷۰، Taiwanese در ۱۹۸۷–۱۹۸۹ و حباب ژاپنی در اواخر دههٔ
۱۹۸۰ اتفاق افتادند.
حباب‌های بازار سهام، بازارهای داغی در عرضه‌های اولیه ایجاد می‌کنند، چراکه بانک‌های سرمایه‌گذاری و
مشتریان آن‌ها فرصت انتشار سهام شناور جدید با قیمت‌های تورمی می‌یابند. این بازارهای عرضه اولیه داغ وجوه
سرمایه‌گذاری را به اشتباه به جای شرکت‌ها به منظور ایجاد ارزش اقتصادی بلند مدت، به مناطقی که توسط
روندهای سفته بازی تحمیل می‌شوند تخصیص می‌دهند. معمولاً وقتی عرضه‌های اولیه فراوان در بازار حبابی
وجود داشته باشد، حجم زیادی از شرکت‌های عرضه اولیه به‌طور کامل شکست می‌خورند، و هرگز به چیزهایی که
به سرمایه‌گذاران وعده داده بودند نمی‌رسند و حتی وسیله‌ای برای تقلب خواهند بود.

## عقلایی یا غیر عقلایی
به نظر می‌رسد که علت حباب‌ها تعادل شناختی و احساسی باشد، اما اغلب وقتی این پدیده رخ می‌دهد،
دانشمندان تلاش می‌کنند توضیحی برای آن بیابند که خلاف توضیح جمع نباشد؛ بنابراین، گاهی افراد نگرانی
دربارهٔ بازارهای overprice را به استناد اقتصادی جدید که قوانین ارزش گذاری سهام در آن صدق نمی‌کند،
نادیده می‌گیرند. این تفکر به شیوع بیشتر حباب کمک می‌کند و هرکس به قصد یافتن حماقت بیشتر سرمایه‌گذاری می‌کند. همچنین برخی تحلیل گران با تکیه بر نظر جمع بیان می‌کنند که حرکات قیمت واقعاً انتظارات
عقلایی از بازدهی بنیادی (فاندامنتال) را منعکس می‌کند. معامله گران بزرگ به قدری قدرتمند می‌شوند که
جمع را هدایت کرده و حباب بازار سهام را به وجود می‌آورند.
برای سر در آوردن از ادعاهای رقابتی بین مالی رفتاری و تئوری‌های بازار کارا، باید حبابهایی را یافت که وقتی
اتفاق می‌افتند که مقیاس‌های ارزش بنیادی قابل مشاهده هستند. حباب‌های موجود در صندوق‌های سرمایه‌گذاری با سرمایه ثابت کشوری (closed-end country funds)، در دههٔ ۱۹۸۰، چون در بازارهای دارایی
تجربی اتفاق افتاده‌اند، در اینجا آموزنده می‌باشند. بنابر فرضیهٔ بازار کارا این موضوع غیرممکن است و هر
اطلاعاتی در این باره غلط می‌باشد. برای صندوقهای سرمایه‌گذاری با سرمایه ثابت کشوری (closed-end country funds)، مشاهده کنندگان می‌توانند قیمت سهام را با ارزش خالص هر واحد دارایی مقایسه کنند (ارزش خالص کل سود تقسیمی نگهداری شدهٔ وجوه برای تعداد کل سهام نزد افراد). برای بازارهای دارایی
تجربی، مشاهده کنندگان می‌توانند قیمت سهام را با بازده مورد انتظار سهام نگهداری شده مقایسه کنند (که
آزمون گر با معامله گران ارتباط برقرار می‌کند).
در هر دو مورد، صندوق‌های سرمایه‌گذاری با سرمایه ثابت کشوری و بازارهای تجربی، قیمت سهام از ارزش
بنیادی آن منحرف شده بود. برنده جایزهٔ نوبل، دکتر ورنون اسمیت، در کار خود پدیده صندوق‌های سرمایه‌گذاری با سرمایه ثابت را به صورت نموداری از قیمت و ارزش خالص دارایی صندوق اسپانیا در ۱۹۸۹ و ۱۹۹۰،
نشان داده است. در اوج مبادلات، صندوق اسپانیا به قیمت نزدیک به ۳۵ دلار مبادله می‌شدند، که تقریباً سه برابر
ارزش خالص دارایی‌های آن یعنی ۱۲ دلار به ازای هر سهم، بود. در همان زمان صندوق اسپانیا و سایر صندوق‌های سرمایه‌گذاری با سرمایه ثابت کشوری، با صرف قابل توجهی مبادله می‌شدند، تعداد صندوق‌های سرمایه‌گذاری با سرمایه ثابت کشوری در دسترس بسیار افزایش یافت و ناشران بسیاری صندوق‌های کشوری جدید ایجاد
می‌کردند و این IPOها را به قیمت بالا می‌فروختند.
فقط چندماه طول می‌کشد تا صرف‌های مربوط به صندوق سرمایه‌گذاری با سرمایه ثابت کشوری به قیمت معمول
مبادله آن‌ها بازگردد. کسانی که آن‌ها را با صرف خریده‌اند greater fools نامیده می‌شوند و برای مدتی عرضه
کننده خواهند بود.

## بازخورد مثبت
افزایش قیمت در سهم‌ها باعث جذب سرمایه‌گذاران خواهد شد. تمام سرمایه‌گذاران مایل به مطالعه ویژگی‌های
ذاتی سهم نخواهند بود، و برای این افراد افزایش قیمت به خودی خود دلیل کافی برای سرمایه‌گذاری می‌باشد.
سرمایه‌گذاری اضافی، به نوبه خود، منجر به رانش قیمت می‌شود، بنابراین حلقهٔ بازخورد مثبت کامل می
گردد.
همانند تمام سیستم‌های پویا، بازارهای مالی نیز تعادل متغیر دارند، که به عنوان نوسان قیمت از آن یاد می‌شود.
گرچه، معمولاً خود تعادلی (بازخورد منفی) اتفاق می‌افتد: وقتی قیمتها افزایش می‌یابند، افراد غالباً مشتاق
فروش هستند و افراد کمی مایل به خرید می‌باشند. این موضوع باعث محدودیت در نوسان می‌شود. گرچه، وقتی
بازخورد مثبت صورت می‌گیرد، بازار نیز مانند سایر سیستم‌های با بازخورد مثبت، دچار افزایش عدم تعادل می
شود. این موضوع در حباب‌های مالی که قیمت دارایی‌ها به سرعت بالاتر از ارزش اقتصادی متصور می‌رود، و بعد به
سرعت پایین می‌آید، مشاهده می‌شود.

## تأثیر مشوق‌ها
مدیران سرمایه‌گذاری، مانند مدیران صندوق‌های مشترک سرمایه‌گذاری، در بخش‌هایی به دلیل عملکرد مشابه
همتایان، حفاظت می‌کنند. اتخاذ موقعیت محافظه کارانه در هنگام حباب، منجر به عملکرد نامطلوب برای
همتایان می‌شود. این باعث می‌شود که مشتریان به جای دیگر بروند و مدیران سرمایه‌گذاری متحمل زیان
(غرامت) شوند.